# بورنوم، ساكسونيا أنهالت
بورنوم (بالألمانية: Bornum) هي قرية و بلدية سابقة تقع في قضاء أنهالت بيترفيلد، ساكسونيا أنهالت، ألمانيا. ومنذ 1 يناير 2010 أصبحت جزءاً من بلدة زيربست.